# Банавасі
Банавасі (каннада ಬನವಾಸಿ) — стародавнє місто храмів в окрузі Північна Каннада у південноіндійському штаті Карнатака. Є одним з найдавніших міст штату.

## Історія
Банавасі був столицею давньоіндійської династії Кадамба, заснованої 345 року та що правила упродовж близько двох століть.
У місті жив і творив перший поет каннада Адікаві Пампа. 2006 року під час археологічних розкопок там було знайдено мідну монету з написом мовою каннада — одна з найбільш стародавніх монет такого типу. Знахідка свідчить про те, що у Банавасі у той період існував монетний двір.
Упродовж багатьох століть Банавасі був важливим центром театрального мистецтва Якшагани. Щороку у грудні там відбувається пишний фестиваль Кадамботсава, що організовується урядом штату Карнатака. Частиною свята є народні танці, театр, музичні концерти.
Місто відоме своїм храмом Мадхукешвари, збудованим у IX столітті та присвяченим богу Шиві.

## Географія
Банавасі розташований за 374 км від Бенгалуру, у тропічному лісі Західних Гхатів й омивається з трьох сторін річкою Варадха.
Чисельність населення Банавасі (станом на 2005 рік) становила 4 267 осіб.

## Галерея

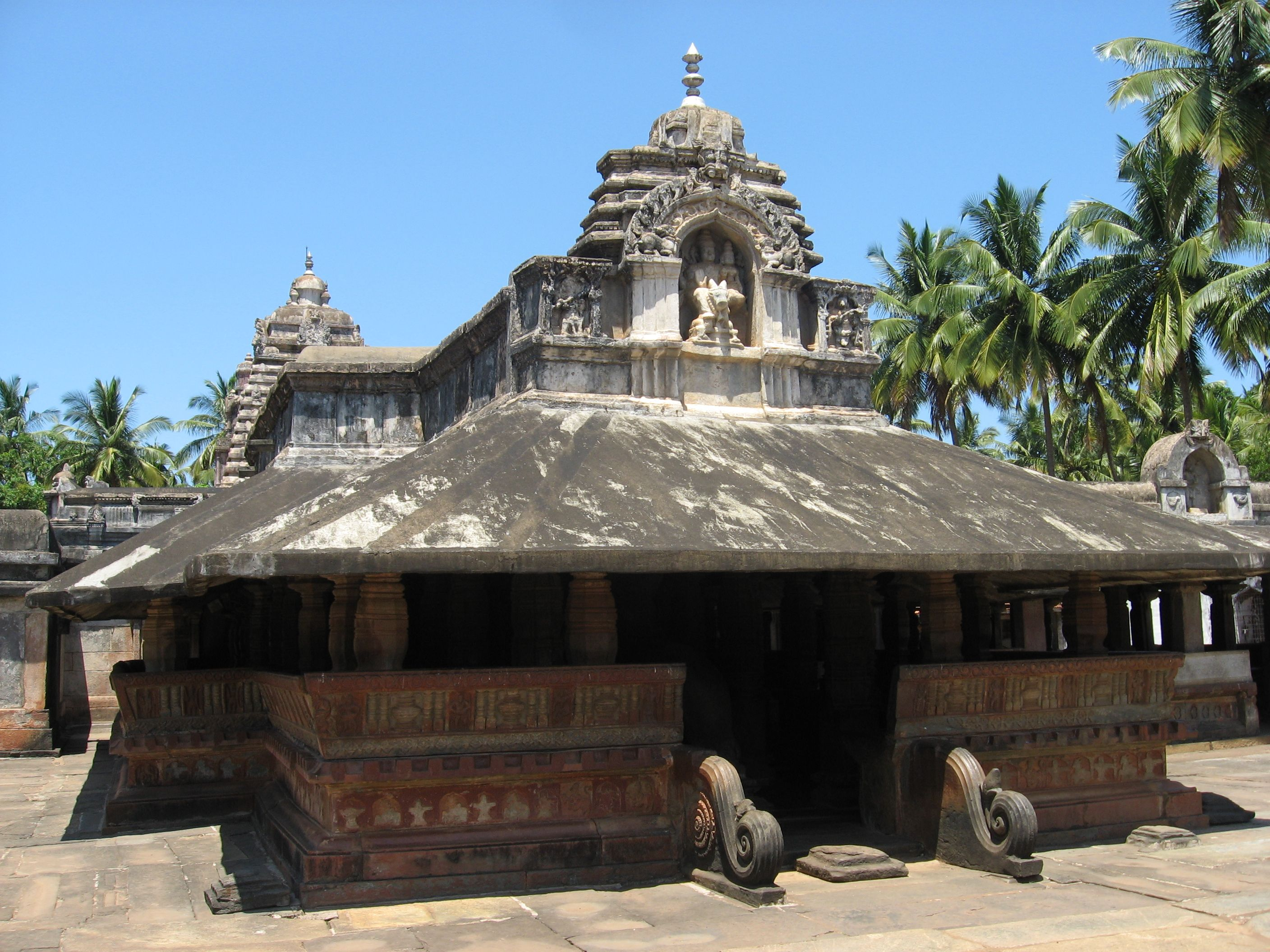
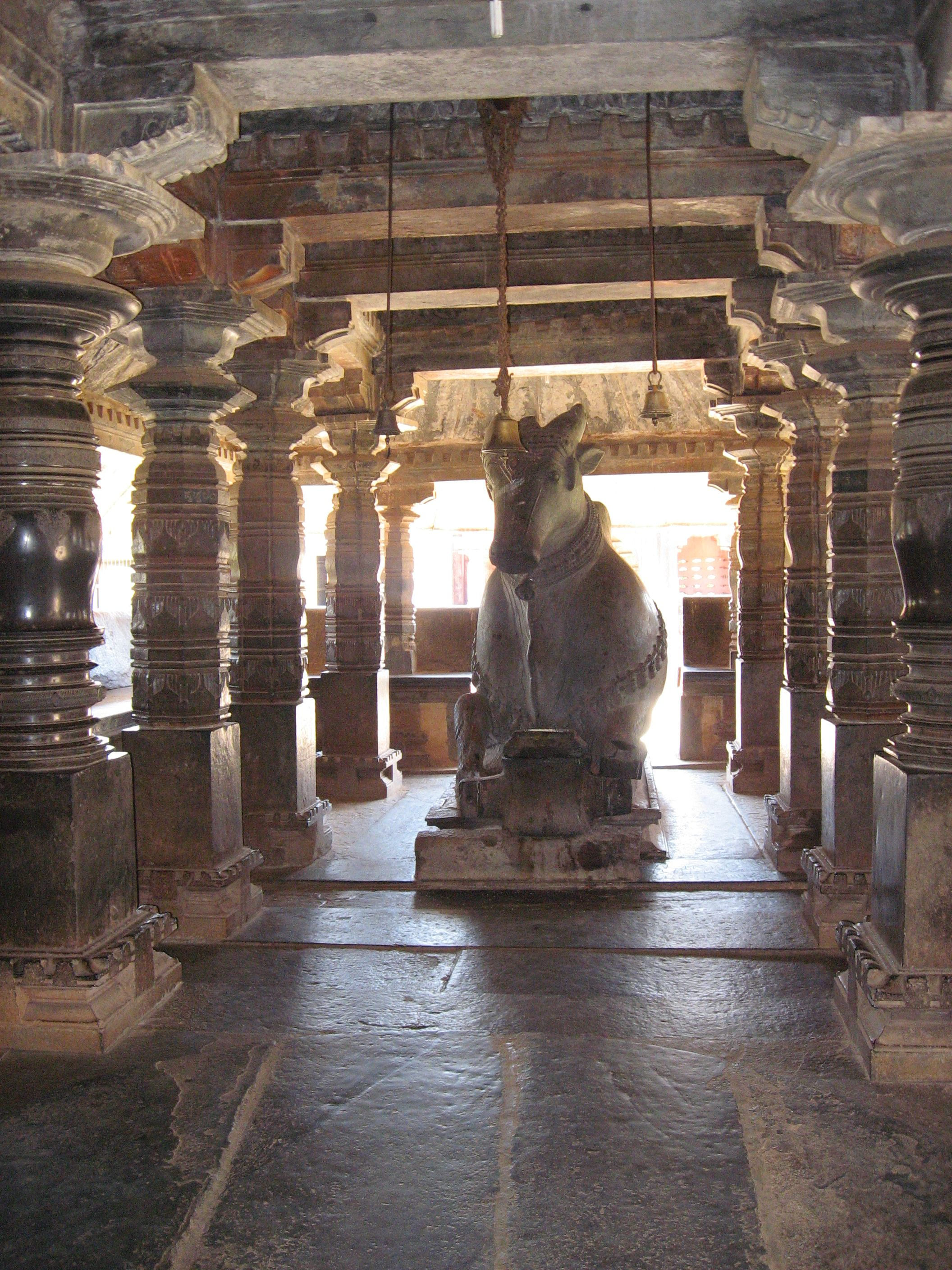
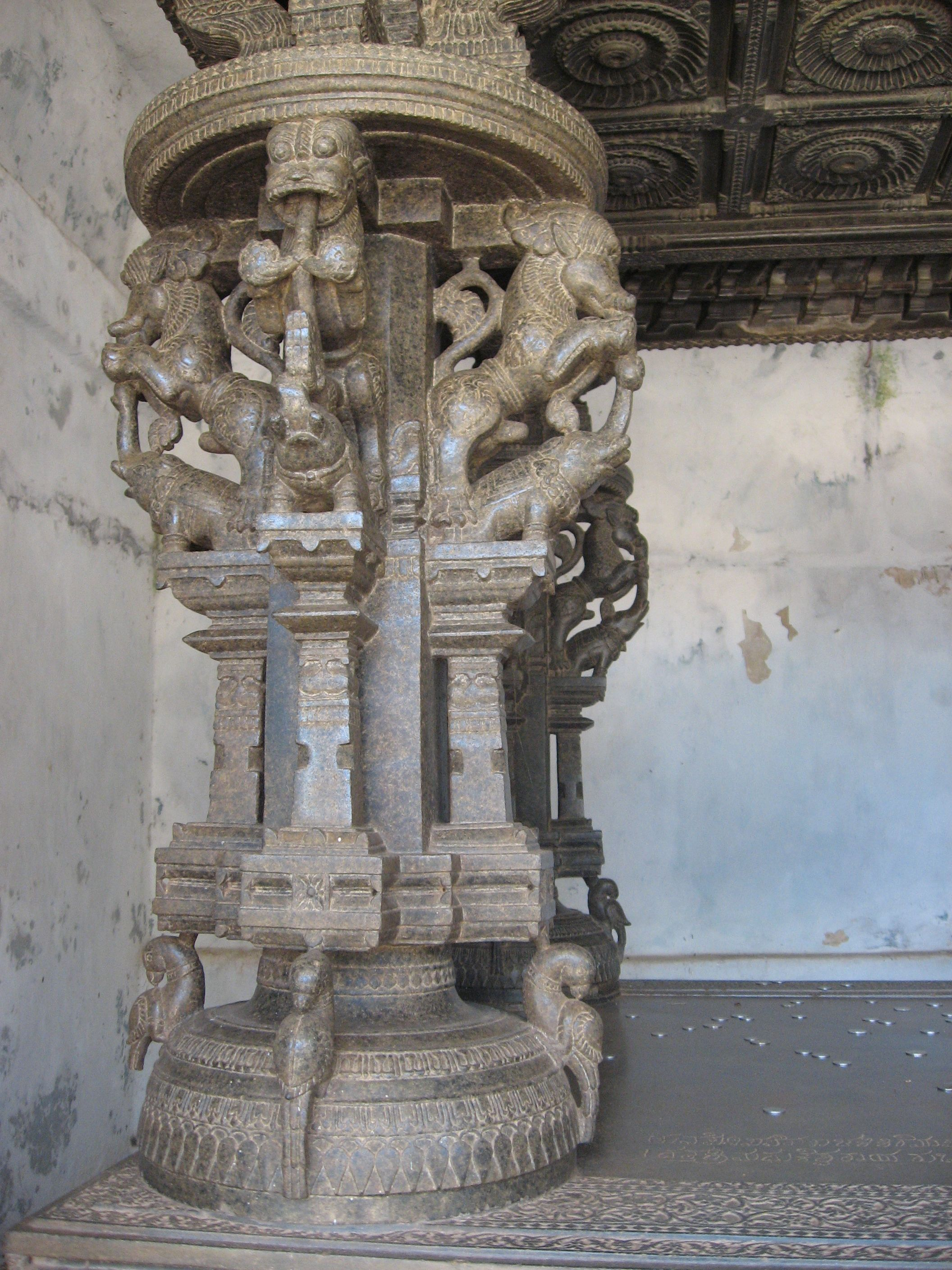
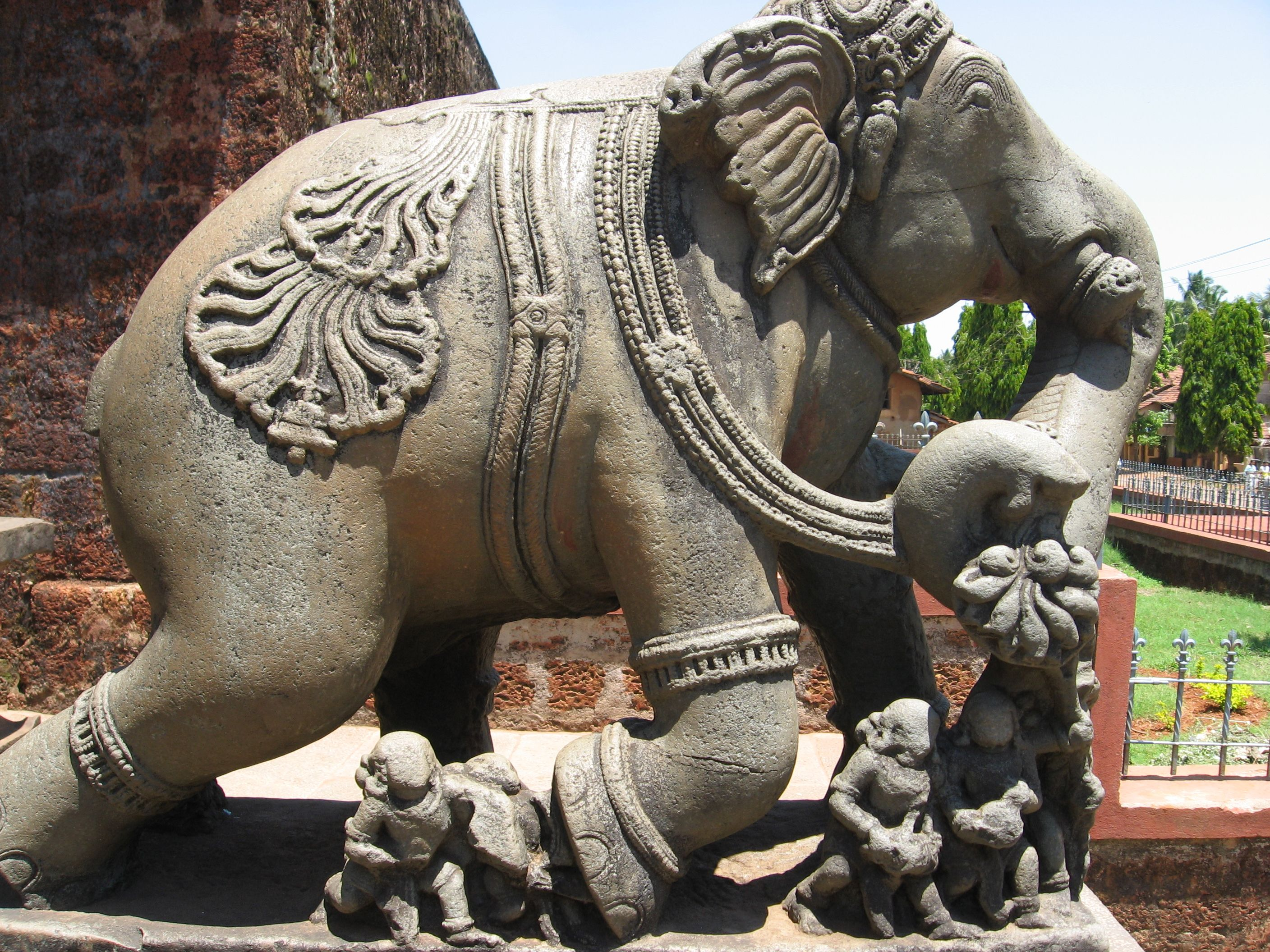